# Seznam divadel na Slovensku
Toto je seznam divadel na Slovensku.

## Státní divadla na Slovensku
- Slovenské národní divadlo v Bratislavě
- Nová scéna v Bratislavě
- Státní divadlo Košice v Košicích
- Štátna opera v Bánské Bystrici

## Nestátní divadla na Slovensku

### Samosprávní divadla
Jejich zřizovatelem je vyšší územní celek nebo obec.
Bratislava:
- Divadlo Astorka Korzo '90
- Bratislavské bábkové divadlo
- Divadlo Ludus
- Divadlo Aréna

Západní Slovensko:
- Divadlo Jána Palárika v Trnave
- Divadlo Andreje Bagara v Nitře
- Staré divadlo v Nitre
- Jókaiho divadlo v Komárně

Severozápadní Slovensko:
- Slovenské komorné divadlo v Martině
- Bábkové divadlo v Žiline
- Mestské divadlo Žilina

Střední Slovensko:
- Divadlo J. G. Tajovského ve Zvoleně
- Bábkové divadlo na Rázcestí v Bánské Bystrici
- Štúdio tanca v Bánské Bystrici

Východní Slovensko:
- Divadlo Thália v Košicích
- Divadlo Romathan v Košicích
- Bábkové divadlo v Košiciach
- Divadlo Jonáše Záborského v Prešově
- Divadlo Alexandra Duchnoviče v Prešově
- Spišské divadlo v Spišské Nové Vsi
- Divadlo Actores v Rožňavě

### Soukromá divadla
Jejich zřizovatelem jsou právnické osoby.
Bratislava:
- Radošinské naivné divadlo
- Štúdio L+S
- Divadlo West
- Divadlo GUnaGU
- Divadelný súbor Stoka
- Združenie pre súčasnú operu
- Tanečné divadlo Bralen
- Divadlo a.ha
- Teátro Gedur

Západní Slovensko:
- Divadlo Piki v Pezinku
- Teatro Tatro v Nitre
- Teátro Neline - Budmerice / J. Holčeka 21/

Střední Slovensko:
- Tradičné bábkové divadlo Antona Anderleho v Bánské Bystrici
- Divadlo z Pasáže v Bánské Bystrici
- Phenomenontheatre v Žilině

Východní Slovensko:
- Staromestské divadlo v Košicích
- Divadlo Maškrta v Košicích
- Divadlo v Kufri v Košicích
- Erby Divadlo v Košicích